# Династия Чьеу
Династия Чьеу (Чиеу) (вьет. Nhà Triệu, тьы-ном 家赵, кит. Zhào cháo) управляла Намвьетом (кит. Наньюэ, дословно «Южная Юэ»), территориями современного Северного Вьетнама и Южного Китая. Столицей был город Паньюй, расположен на территории современного Гуанчжоу. Чьеу Да, основатель династии, был военным чиновником династии Цинь, он утвердил независимость Намвьета, когда Цинь пала в 205 году до н. э.
Власть Намвьета состояла из ханьцев и байюэ, причём смешанные браки поощрялись. Чьеу Да завоевал Аулак и повёл коалицию вьетских государств против Империи Хань.
Последующие правители были менее талантливы, в результате чего Хань завоевала Намвьет в 111 году до н. э. Вьетнамские историки считают власти Чьеу вьетнамскими, а Первое вторжение во Вьетнам отсчитывают от 111 года. Китайские историки считают, что Чьеу — китайская династия, и, следовательно, удлиняют период китайского доминирования над страной.

## Историография
Первый крупный труд по истории Вьетнама принадлежал перу китайского учёного XV века по имени Хуан Цзо. Китайская историческая традиция корила Чьеу за сепаратизм, однако отдавала должное его усилиям по оцивилизовыванию Намвьета. Особенно жёсткая критика исходила от поэта Цу Дацзюня (1696). Цу считал, что авторитарный правитель Цинь Шихуанди показывал пример правильного, бескомпромиссного отношения к варварам, а также хранителя чистоты китайской культуры. Более положительная оценка мультикультурализма Чьеу исходила от Лян Тиннаня в «Истории пяти королей Наньюэ» (1833). Жители Гуанчжоу всегда старались убедить северные власти в том, что у них с намвьетами нет ничего общего, придумывая нелицеприятные истории о юэсцах. Несмотря на это, гуанчжоусцы называли себя ютами, а этот этнохороним является кантонским произношением слова «юэ» или «вьет».
Вьетнамские учёные не пришли к единому мнению относительно того, считать ли Чьеу основателями вьетнамской государственности, или же иноземными захватчиками. Веками Чьеу Да был национальным героем страны, которого чтили за то, что он выступил против империи Хань. После того, как Ли Би из династии ранних Ли вытеснил китайцев из Северного Вьетнама, в 544 году он провозгласил себя императором Намвьета (Nam Việt đế), таким образом считая себя преемником Чьеу, несмотря на очевидные несовпадения в этносе и территории страны. В XIII веке Ле Ван Хыу (Lê Văn Hưu, династия Ле) описал историю Вьетнама, взяв за начальную точку правление Чьеу. Сам Чьеу Да описан как первый император Вьетнама. В XVIII веке Нго Тхи Ши (Ngô Thì Sĩ) описал Чьеу Да как завоевателя. Во время правления династии Нгуен к Чьеу Да относились положительно, хотя учёные того времени не считали Намвьет вьетским государством. Правительство современного Вьетнама описывает Чьеу Да негативными красками как завоевателя, победившего героя Вьетнама, короля Ан Зыонг-выонга. Современные вьетнамцы с севера страны являются прямыми потомками жителей Намвьета.

## Список императоров
Пятеро правителей из династии Чьеу (Чиеу) правили Намвьетом в общей сложности 97 лет.
| Храмовое имя          | Храмовое имя            | Храмовое имя | Личное имя     | Личное имя     | Личное имя | Личное имя       | Годы правления (до н. э.) |
| Русское чтение        | Вьетнамский             | Китайский    | Русское чтение | Вьетнамский    | Китайский  | Система Палладия | Годы правления (до н. э.) |
| --------------------- | ----------------------- | ------------ | -------------- | -------------- | ---------- | ---------------- | ------------------------- |
| Чьеу Ву-дэ            | Triệu Vũ Đế             | 武帝         | Чьеу Да        | Triệu Đà       | 趙佗       | Чжао То          | 208 — 137                 |
| Чьеу Ван-выонг        | Triệu Văn Vương         | 文王         | Чьеу Хо        | Triệu Hồ       | 趙胡       | Чжао Ху          | 137 — 125                 |
| Чьеу Минь-выонг       | Triệu Minh Vương        | 明王         | Чьеу Ань Тэ    | Triệu Anh Tề   | 趙嬰齊     | Чжао Инци        | 125 — 113                 |
| Чьеу Ай-выонг         | Triệu Ai Vương          | 哀王         | Чьеу Хынг      | Triệu Hưng     | 趙興       | Чжао Син         | 113 — 112                 |
| Чьеу Тхуатзыонг-выонг | Triệu Thuật Dương Vương | 趙術陽王     | Чиьу Кьен Дык  | Triệu Kiến Đức | 趙建德     | Чжао Цзяньдэ     | 112 — 111                 |

## Чьеу Ву-де
Основатель династии, Чьеу Ву-де (имя при рождении — Чьеу Да), был этническим китайцем, рождённым в царстве Чжао (современная провинция Хэбэй). Он стал военным правителем Наньхая (Гуандун) после смерти губернатора Жэнь Сяо в 208 году до н. э., когда империя Цинь пала. Он провозгласил независимость Наньхая, а также провозгласил себя королём Намвьета. Чьеу Да отражал ханьские атаки, порвав все связи с Китаем, казнил многих направленных к нему Китаем чиновников, а также одобрял местные традиции. Талантливый дипломат и грозный полководец, вскоре Чьеу Да установил мирные договоры с Хань и Цинь.
В 196 году до н. э., император Гаоцзу отправил ко двору Чьеу Да учёного Лю Цзя. На встрече Чьеу носил причёску народа юэ: забрал волосы в пучок.
«Ты китаец, и твои предки похоронены в Чжэньдине, стране Чжао», — говорил Лю — но ты идёшь против природы, данной тебе небесами при рождении, недевая это платье, неужели ты в своей крошечной стране Юэ решил соперничать с Сыном Неба?.. Тебе следует вернуться в пригород и кланяться мне при встрече, кланяться северу, говоря о себе как о «существе». После того, как начал Лю угрожать атакой Хань, Чьеу встал и извинился. Лю оставался в городе несколько месяцев, и Чьеу наслаждался его обществом. "Во всём Юэ не с кем поговорить, — говорил царь — А с твоим приездом я слышу то, чего никогда не слышал!. Лю признал, что Чьеу — король Юэ. Было принято соглашение о том, что торговля между Намвьетом и Хань будет отныне разрешена, так как намвьеты хотели торговать за китайские железные сосуды. Когда Лю вернулся, император услышал о результатах переговоров и обрадовался
Люй-хоу, вдовствующая императрица, запретила торговлю с Намвьетом в 185 году до н. э.. «Гаоцзу назначил меня управляющим и разрешил торговлю» — говорил Чьеу Да Но императорица Лю относится ко мне как к варвару, запретив нам торговать за железную утварь. Чьеу ответил назначением себя императором и нападениями на пограничные города. Как императора его приняли Миньюэ, Западное Оу и Луолоу. Армию, которую Лю послала на завоевание Намвьета, поразила холера. Когда Чьеу вёл мирные переговоры с Хань в 180 до н. э., он послал письмо У-ди, в котором подписывался «Твоё старое существо Туо, вождь варваров». Чьеу согласился признать У-ди единственным императором.
Мирный договор означал, что Намвьет терял всю имперскую власть и авторитет среди прочих юэских государств. Империя Намвьет была основана не по принципу превосходства, а как основа для военного альянса против Хань. Армия Чьеу Да, созданная для битвы с ханьцами, была свободна для нападения на северовьетнамское королевство Аулак. Его завоевали в 179—180 до н. э., Чьеу Да разделил свои земли на два региона: Кыутян (Cửu Chân) и Заоти (Giao Chỉ). Зяоти расположено на бо́льшей части территории современного северного Вьетнама. Каждый регион посылал своих представителей в правительство, таким образом снималось напряжение и создавалось ощущение децентрализации. Тем не менее, власть оставалась в руках Чьеу. К моменту смерти в 136 году до н. э. Чьеу правил более 70 лет, он пережил своих детей.
В современном Вьетнаме Чьеу Да обычно вспоминают как персонажа «Легенды о волшебном арбалете». Согласно ей, сын Чьеу Да по имени Чьеу Чонг Тхюи (Triệu Trọng Thủy, 趙仲始) женился на Ми Тяу (Mỵ Châu), дочери короля Аулака Ан Зыонг-выонга. Тхюи воспользовался Ми Тяу, чтобы украсть секрет волшебного арбалета, принадлежавшего Ан Зыонг-выонгу.

## Чьеу Ван-выонг

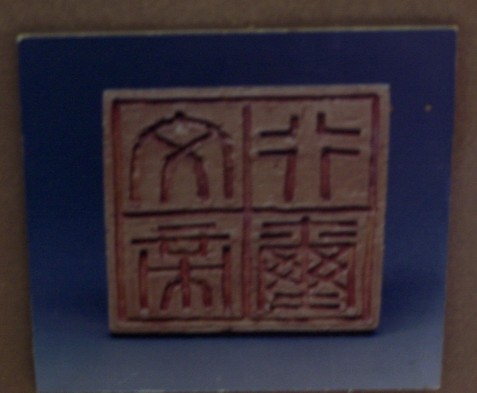
Печать Ван-выонга, второго правителя династии Чьеу. Надпись гласит: «Печать императора Вэнь (Ван)» (文帝行玺, Вэнь ди син си)

Трон Чьеу наследовал его внук Чьеу Хо, который взял храмовое имя Чьеу Ван-выонг. Ван-выонг был сыном Чонг Тхюи и Ми Тяу, согласно Легенде о волшебном арбалете. На трон он вступил в 71 год. В 135 год до н. э. Миньюэ напала на Намвьет, Ван-выонг попросил помощи династии Хань. Император У-ди в ответ послал армию, которая для видимости помогала Намвьету, однако всегда ожидала удобного момента для возможного захвата страны. Кронпринца Чьеу Ань Те послали жить и учиться к ханьскому двору. Король посчитал принятие Ань Те жестом доброй воли; он считал императора братом. Ван-выонг умер в 124 году до н. э., его мавзолей был найден в Гуанчжоу в 1983 году.

## Чьеу Минь-выонг
Чьеу Ань Те стал кронпринцем, когда умер его отец, Чьеу Ван-выонг. Ань Те был кандидатом на престол, который бы удовлетворил Хань, поэтому будущий императоа провёл бо́льшую часть жизни в Китае. В Китае же у него родился сын от китаянки Ку Тхи, она, согласно легенде, была одной из дочерей У-ди. Сына назвали Чьеу Хынг (Triệu Hưng, 趙興). Лишь в 124 году, когда отец Ань Те, Чьеу Ван-выонг, умер, Ань Те получил разрешение съездить домой на похороны. Ань Те взошёл на трон как Чиеу Минь-выонг. О его правлении мало что известно, из-за краткости, а также, возможно, потому, что он правил в интересах Хань. Сыну Минь-выонга, Чьеу Хынгу, было всего шесть лет, когда Минь-выонг умер. Из-за недостаточного возраста Хынга страной стала править его мать, Ку Тхи.
Смерть Чьеу Минь-выонга стала первым событием в цепочке, привёдшей к аннексии Намвьета ханьцами.

## Чьеу Ай-выонг
Шестилетний Чьеу Хынг (Triệu Hưng, 趙興) взошёл на трон, взяв имя Чьеу Ай-выонг. Вскоре ханьский император пригласил его мать, Ку Тхи, на аудиенцию и оммаж. Хань стала «защитницей» юного императора, а императрица и принц стали в глазах народа пешками китайцев. Затем обоих казнили, а Китай послал пятитысячную захватническую армию в Намвьет.

## Чьеу Тхуатзыонг-выонг
Премьер-министр Намвьета Лы Зя (Lữ Gia, Лю Цзя) начал контрнаступление, чтобы предотвратить вторжение ханьцев. Войска были сильны, но их было мало. В это время по стране прошёл слух, что Чьеу зыонг-выонг находится в руках ханьского императора, и, следовательно, сопротивление может нанести ему вред. Хань слала всё новые и новые подкрепления своей армии, и вьеты не устояли. Лы Зя решил короновать старшего из внебрачных сыновей Минь-выонга, Чьеу Кьен Дыка (Triệu Kiến Ðức, 趙建德), чтобы поднять мораль народа. Кьен Дык взял имя Чиеу Тхуатзыонг-выонг.
Ведомая юным неопытным королём, слабая намвьетская армия не выдержала напор ханьского войска. Однако она с Лы Зя и королём сопротивлялась до последнего. Намвьет был завоёван, разделён на девять округов и назван Цзяочжи. Китай владел Цзяочжи до восстания сестёр Чынг.